# Katharina von Sachsen-Lauenburg (1513–1535)

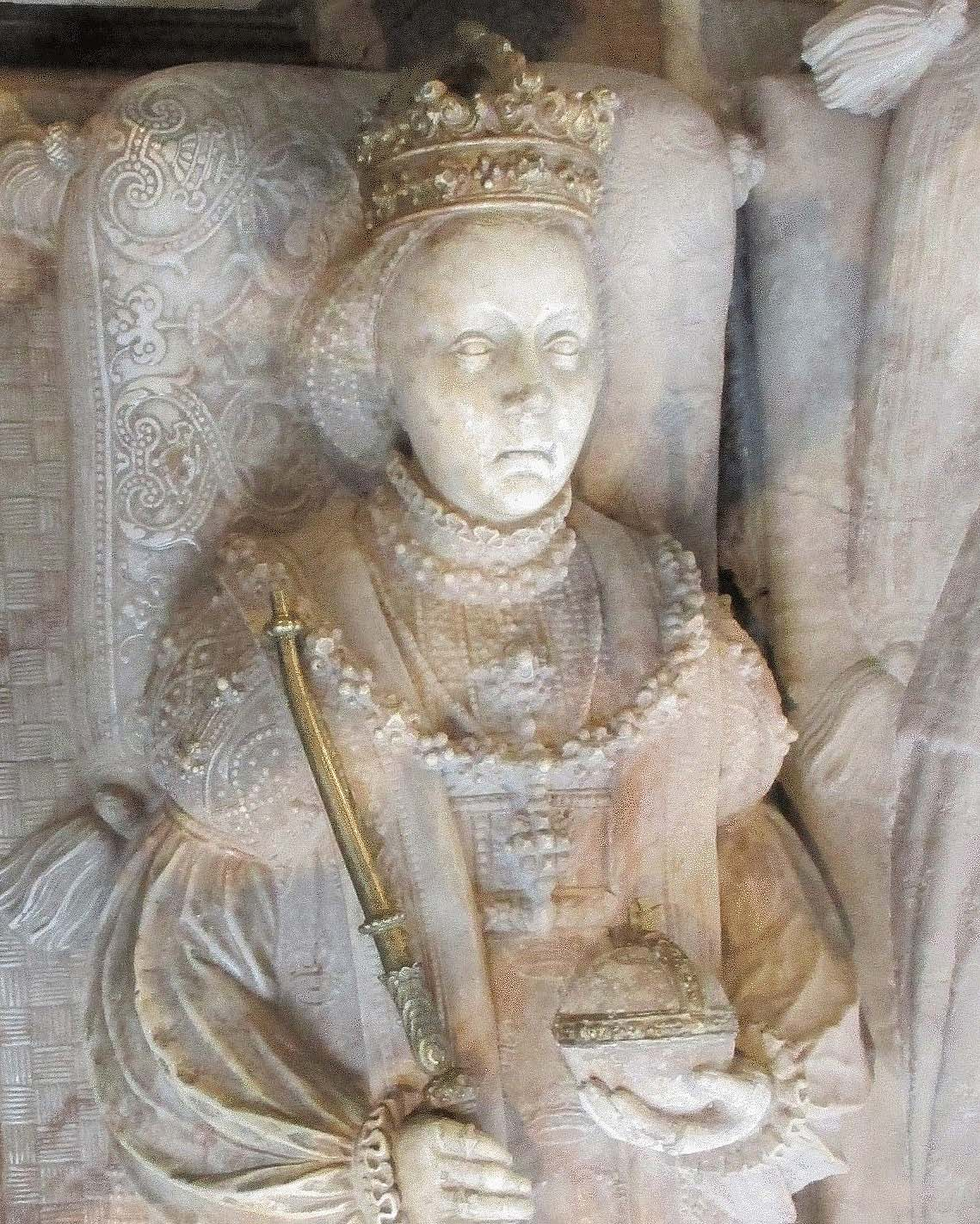
Darstellung der Königin auf ihrem Sarkophag

Katharina von Sachsen-Lauenburg (* 24. September 1513 in Ratzeburg; † 23. September 1535 in Stockholm) war Königin von Schweden und erste Ehefrau von Gustav I. Wasa.

## Leben
Katharina wurde in Ratzeburg als Tochter von Herzog Magnus I. († 1543) und dessen Gemahlin Katharina von Braunschweig-Wolfenbüttel geboren. Ihre ältere Schwester Dorothea war seit 1525 mit Herzog Christian von Schleswig-Holstein, dem späteren Christian III. von Dänemark und Norwegen verheiratet.
Die protestantisch erzogene Prinzessin wurde nach mehrjährigen Verhandlungen an ihrem 18. Geburtstag im Jahre 1531 in Stockholm mit dem schwedischen König Gustav I. Wasa verheiratet. Mit dieser Verbindung knüpfte Gustav Wasa dynastische Bande zu dem alten Geschlecht der Folkunger, von denen Katharina über ihre Großmutter mütterlicherseits, Katharina von Pommern, abstammte. Er schuf dadurch wichtige politische Kontakte zu den norddeutschen, protestantischen Fürstentümern, die ihn bei seinen Reformationsbestrebungen unterstützten. Die Suche nach einer Braut hatte sich zuvor als sehr schwierig erwiesen – die Anbahnungen zu Dorothea von Dänemark, Sophie von Mecklenburg-Schwerin, Anna von Pommern und Hedwig von Polen scheiterten, denn Schweden war erst seit 1523 ein unabhängiges Königreich und Gustav Wasa, der erste König seiner Familie, hoch verschuldet.
Tiefe Empfindungen füreinander dürfte das Paar jedoch nicht gehabt haben, ihre Ehe war ständig von Konflikten begleitet. Sie erfüllte jedoch ihre dynastische Pflicht und gebar ihrem Gemahl im Jahre 1533 einen männlichen Thronfolger mit dem Namen Erik, den späteren König Erik XIV.

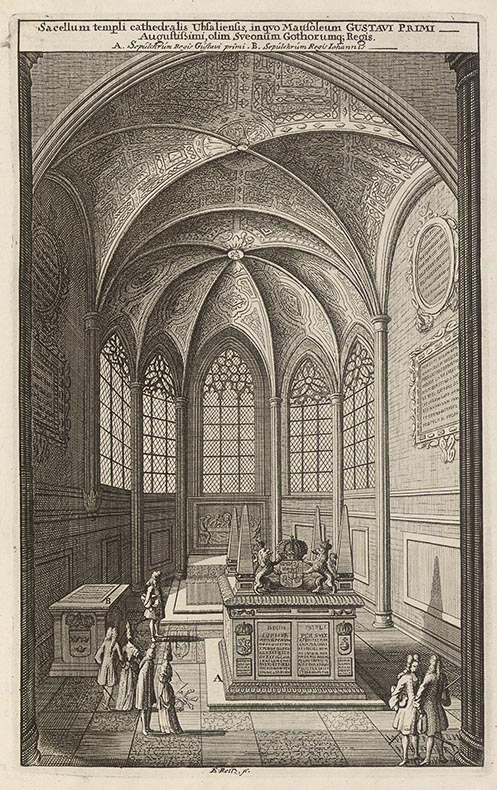
Grabkapelle in Uppsala

Katharina wird als kalt und gefühllos beschrieben und sie beklagte sich über alles, was schwedisch war. Sie hatte die schwedische Sprache auch nie erlernt. Gustav Wasa lernte selbst auch nur wenig Deutsch, wodurch die Kommunikation zwischen den Eheleuten sehr schwierig war. Bei einem Besuch ihres Schwagers, des dänischen Königs Christian III., im Jahre 1535 beschuldigte sie ihren Gemahl, einen Mordanschlag auf Christian verüben zu wollen. Bei einer Tanzvorstellung wenige Tage später musste die erneut schwangere Katharina krankheitsbedingt im Bett bleiben und verstarb noch am selben Abend, einen Tag vor ihrem 22. Geburtstag. Sie wurde in der Storkyrkan in Stockholm aufgebahrt und im Dom zu Uppsala bestattet. Die prächtige Grabstätte befindet sich im Gustavianischen Chor hinter dem Altar, zusammen mit jener von Gustav Wasa und dessen zweiter Gemahlin.
Viele Gerüchte kursierten in der Folgezeit, Gustav Wasa hätte seine Frau mit einem Silberhammer erschlagen oder sie ermorden lassen, diese wurden besonders von seinen politischen Feinden geschürt. Die Familie von Katharina hat jedoch nie eine Untersuchung einleiten lassen oder beantragt; bei einer späteren Untersuchung der Schädeldecke von Katharina wurden auch keinerlei Verletzungen festgestellt.